# Élections législatives ghanéennes de 2024
Les élections législatives ghanéennes de 2024 ont lieu le 7 décembre 2024 afin de renouveler les 275 membres du parlement du Ghana. Une élection présidentielle est organisée le même jour.
Le scrutin est une victoire décisive pour le Congrès démocratique national (NDC) qui l'emporte face au Nouveau Parti patriotique (NPP) au pouvoir.

## Contexte
Tandis que le président Nana Akufo-Addo est réélu à la présidentielle avec des résultats très serrés, ces derniers se reflètent dans ceux des législatives.
À la surprise générale, le scrutin voit le Nouveau Parti patriotique (NPP) sortant et le principal parti d'opposition, le Congrès démocratique national (NDC), obtenir tous deux 137 sièges, conduisant pour la première fois à une situation de parlement sans majorité au Ghana, pays habitué à un système majoritaire bipartisan. L'unique siège restant revient à un élu indépendant, qui se retrouve en position de faiseur de rois.
A la surprise de la majorité sortante, Alban Bagbin (NDC) est élu président de la chambre le 7 janvier 2021 par 138 voix contre 137 pour le président sortant Aaron Mike Oquaye (NPP),. Le ralliement de l'élu indépendant permet cependant au gouvernement du président Nana Akufo-Addo de maintenir sa majorité au parlement, et d'appeler Alban Bagbin à faire ainsi preuve de neutralité.

## Système électoral

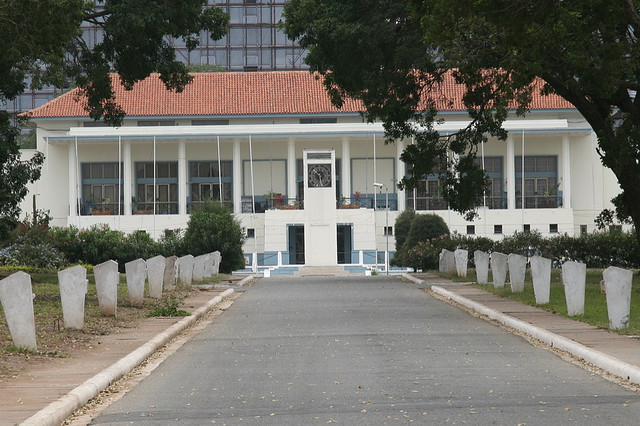
Bâtiment du parlement à Accra.

Le Parlement du Ghana est un corps législatif unicaméral composé de 275 sièges pourvus pour quatre ans au scrutin uninominal majoritaire à un tour dans autant de circonscriptions électorales. Dans chacune d'elles, le candidat ayant recueilli le plus de suffrages l'emporte. Sont électeurs tous les citoyens ghanéens âgés d'au moins 18 ans, tandis que les candidats doivent avoir au moins 21 ans et être soit résidents de la circonscriptions où ils se présentent, soit y avoir vécu au moins cinq ans dans les dix années précédant l'élection.

## Résultats
|                           |                                        |            |       |               |        |               |  |  |  |
| Parti                     | Parti                                  | Voix       | %     | +/-           | Sièges | +/-           |  |  |  |
|                           | Congrès démocratique national (NDC)    | 6 224 054  | 52,96 | 6,76          | 184    | 47            |  |  |  |
|                           | Nouveau Parti patriotique (NPP)        | 5 223 625  | 44,45 | 5,97          | 88     | 49            |  |  |  |
|                           | Convention nationale du peuple (PNC)   | 8 501      | 0,07  | 0,15          | 0      | en stagnation |  |  |  |
|                           | Parti libéral du Ghana (LPG)           | 6 903      | 0,06  | en stagnation | 0      | en stagnation |  |  |  |
|                           | Parti progressiste du peuple (PPP)     | 5 890      | 0,05  | 0,13          | 0      | en stagnation |  |  |  |
|                           | Parti de la convention du peuple (CPP) | 4 375      | 0,04  | 0,04          | 0      | en stagnation |  |  |  |
|                           | Parti national démocratique (NDP)      | 2 316      | 0,02  | 0,03          | 0      | en stagnation |  |  |  |
|                           | Mouvement de l'union du Ghana (GUM)    | 2 054      | 0,02  | 0,44          | 0      | en stagnation |  |  |  |
|                           | Autres partis                          | 4 703      | 0,04  | –             | 0      | en stagnation |  |  |  |
|                           | Indépendants                           | 269 465    | 2,29  | en stagnation | 4      | 3             |  |  |  |
|                           |                                        |            |       |               |        |               |  |  |  |
| Suffrages exprimés        | Suffrages exprimés                     | 11 751 886 | 98,95 |               |        |               |  |  |  |
| Votes blancs et invalides | Votes blancs et invalides              | 125 174    | 1,05  |               |        |               |  |  |  |
| Total                     | Total                                  | 11 877 060 | 100   | –             | 276    | 1             |  |  |  |
| Abstentions               | Abstentions                            | 6 741 624  | 36,21 |               |        |               |  |  |  |
| Inscrits / participation  | Inscrits / participation               | 18 618 684 | 63,79 |               |        |               |  |  |  |

## Analyse
Le scrutin est une victoire décisive pour le Congrès démocratique national (NDC) qui l'emporte face au Nouveau Parti patriotique (NPP) au pouvoir, tandis que son candidat à la présidence, John Dramani Mahama sort vainqueur de l'élection présidentielle organisée simultanément,.